# 류지수 (축구 선수)
류지수(1997년 9월 3일~)는 대한민국의 여자 축구 선수로 포지션은 골키퍼이다. 현재 WK리그의 세종스포츠토토 소속으로 활동하고 있다.

## 어린 시절
당시 류지수의 어머니는 축구를 하는 것을 원하지 않았기에, 축구를 하지 못하도록 울산을 떠나 여자 축구부가 없는 경기도로 이사를 가게 되었다.
하지만 2010년에 대한민국 여자 U-17 축구 국가대표팀과 대한민국 여자 U-20 축구 국가대표팀이 국제 대회에서 좋은 성적을 거두는 것을 보고 어머니께 다시 부탁드렸고, 이에 류지수의 어머니는 대한축구협회에 직접 연락해 어떻게 하면 축구를 시작할 수 있느냐고 물어 결국 직원의 소개로 근처에서 그나마 가장 가까운 오주중학교 여자 축구부에 입단하게 되었다.
중학교 2학년의 나이에 처음 축구를 시작하게 되었고 집에서 축구부까지 왕복 4시간의 거리임에도 집념 덕분에 대한민국 여자 U-17 축구 국가대표팀에도 소집되게 되었다. 이후 대학 진학 후 개인사정으로 인해 축구를 그만두게 되었지만 첼시축구학교의 최재웅 감독의 권유로 2019년 WK리그에 입단하게 되었다.

## 국가대표팀 경력
2023년 FIFA 여자 월드컵에 참가하게 되었다.